# Ефтелінг
Ефтелінг (нід. Efteling) — парк розваг у Катсгефелі, провінція Північний Брабант, Нідерланди; найбільший парк розваг у Бенілюксі.
Його річний оборот за 2014 рік склав 165 000 000 євро. Система громадського харчування парку займає 26 місце в списку найбільших підприємств нідерландського громадського харчування. 94 % населення Нідерландів хоча б раз у житті відвідували Ефтелінг. 2009 року парк відвідав 100 000 000-й відвідувач.

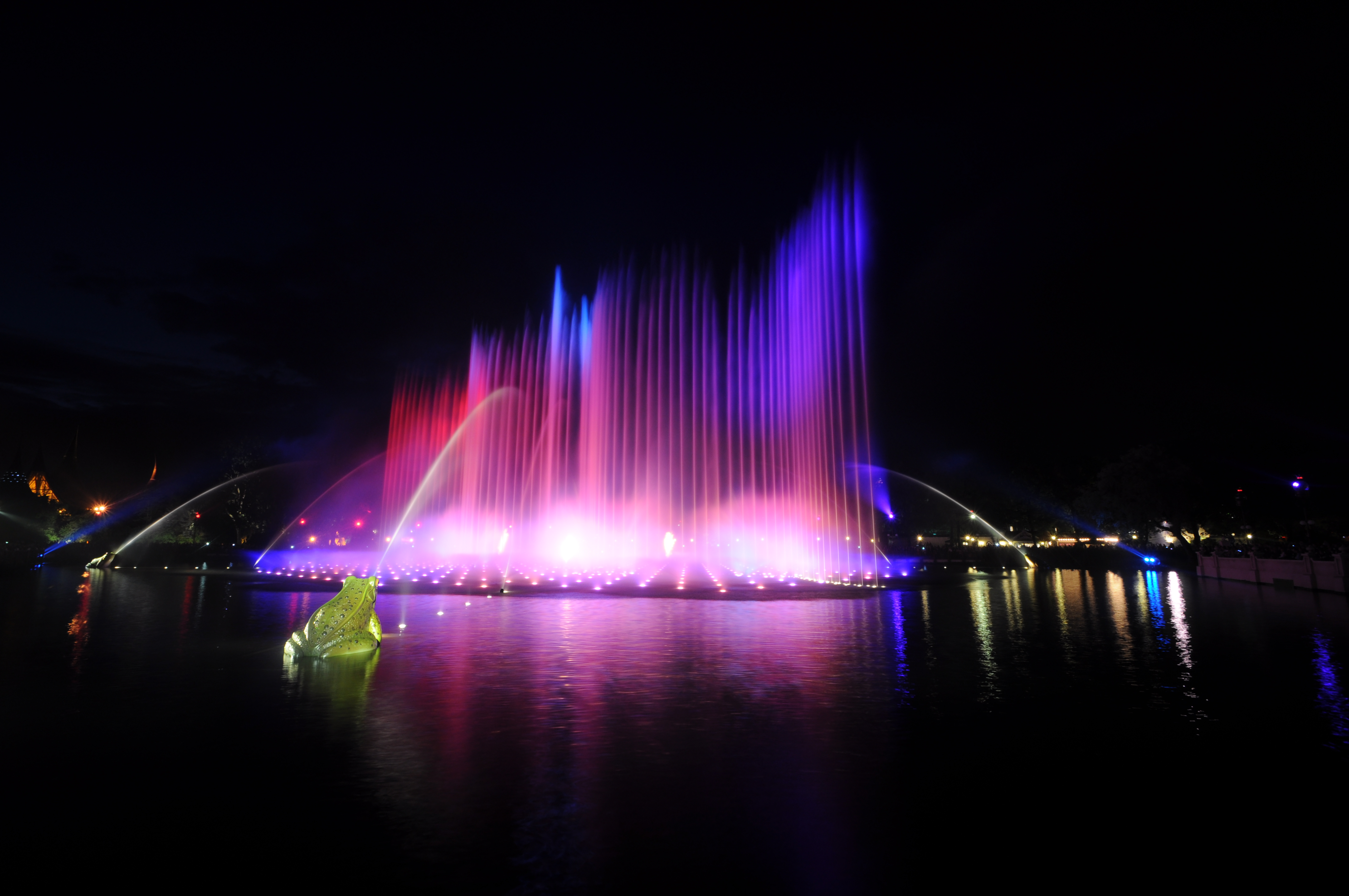
Музичний фонтан Aquanura.

Ефтелінг розташований у Катсгефелі (недалеко від Тілбурга) в нідерландській провінції Північний Брабант. Його офіційне відкриття відбулося 1952 року. Тоді вхідний квиток коштував 80 центів. Ефтелінг працює щодня цілий рік. Вхідна ціна станом на 2018 рік — 37,5 євро (дорослий квиток у касі).
Парк належить до 25 найвідвідуваніших тематичних парків світу і до трійки найбільших європейських. 2017 року Ефтелінг відвідало 5 400 000 осіб.
Нині в складі курорту є тематичний парк, поле для гольфу і три тематичних готелі. Тут оживають герої Ганса Крістіана Андерсена, Братів Грімм і Шарля Перро. Ефтелінг розділено на п'ять королівств.
Ефтелінг має шість американських гірок. Він також має більше 36 атракціонів і шоу.

На території площею 72 га і оточеній мальовничим лісом, розташовано тематичний парк атракціонів і готельний комплекс Ефтелінг. Лісове королівство — це курортне село Босрейк, розташоване позаду парку. Загальна площа «Світу Ефтелінг» — 276,1 га, включно з 11 га автостоянки. У середньому за рік Ефтелінг відвідує 5 млн осіб.

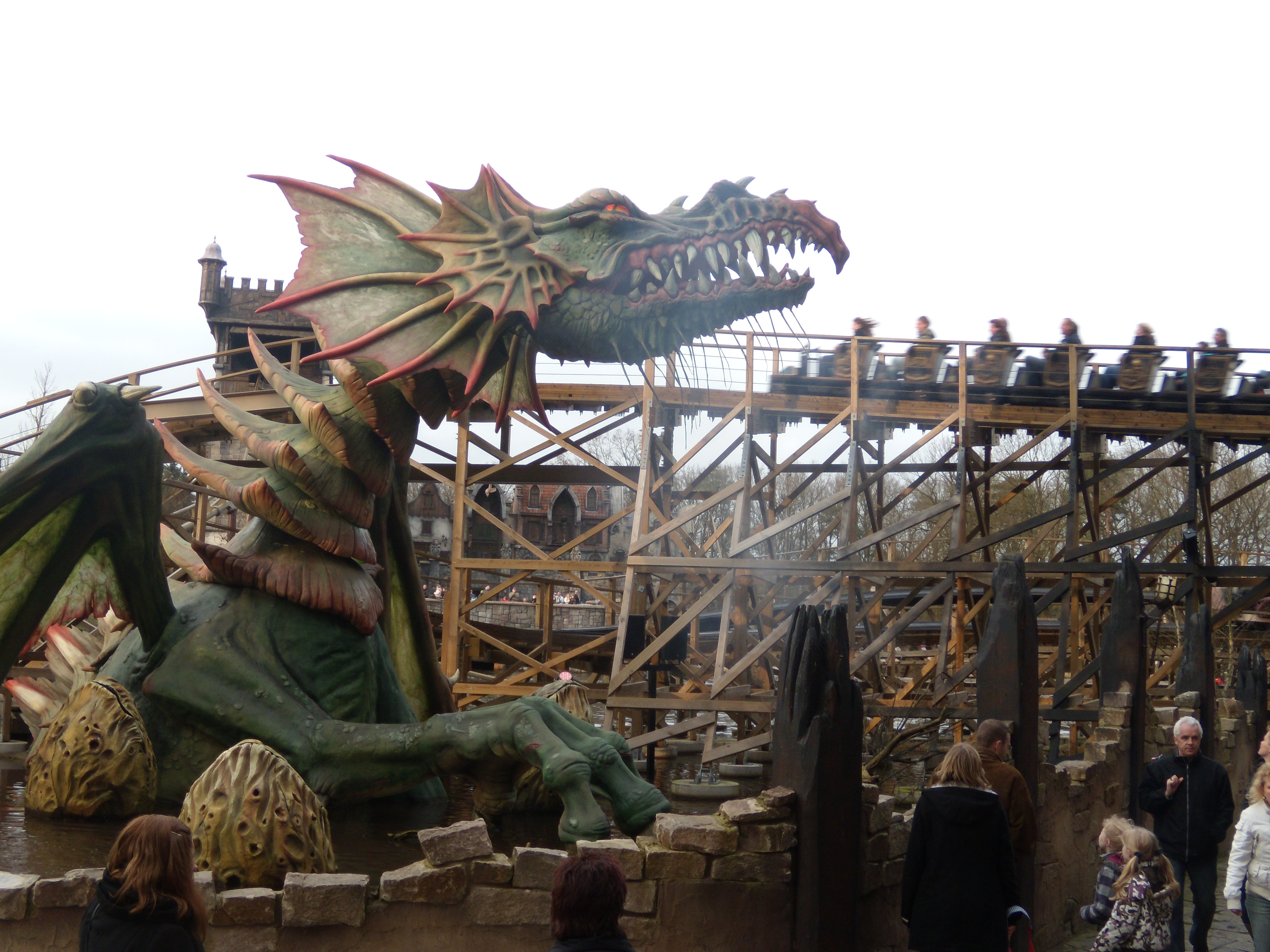
Американські гірки Joris en de Draak
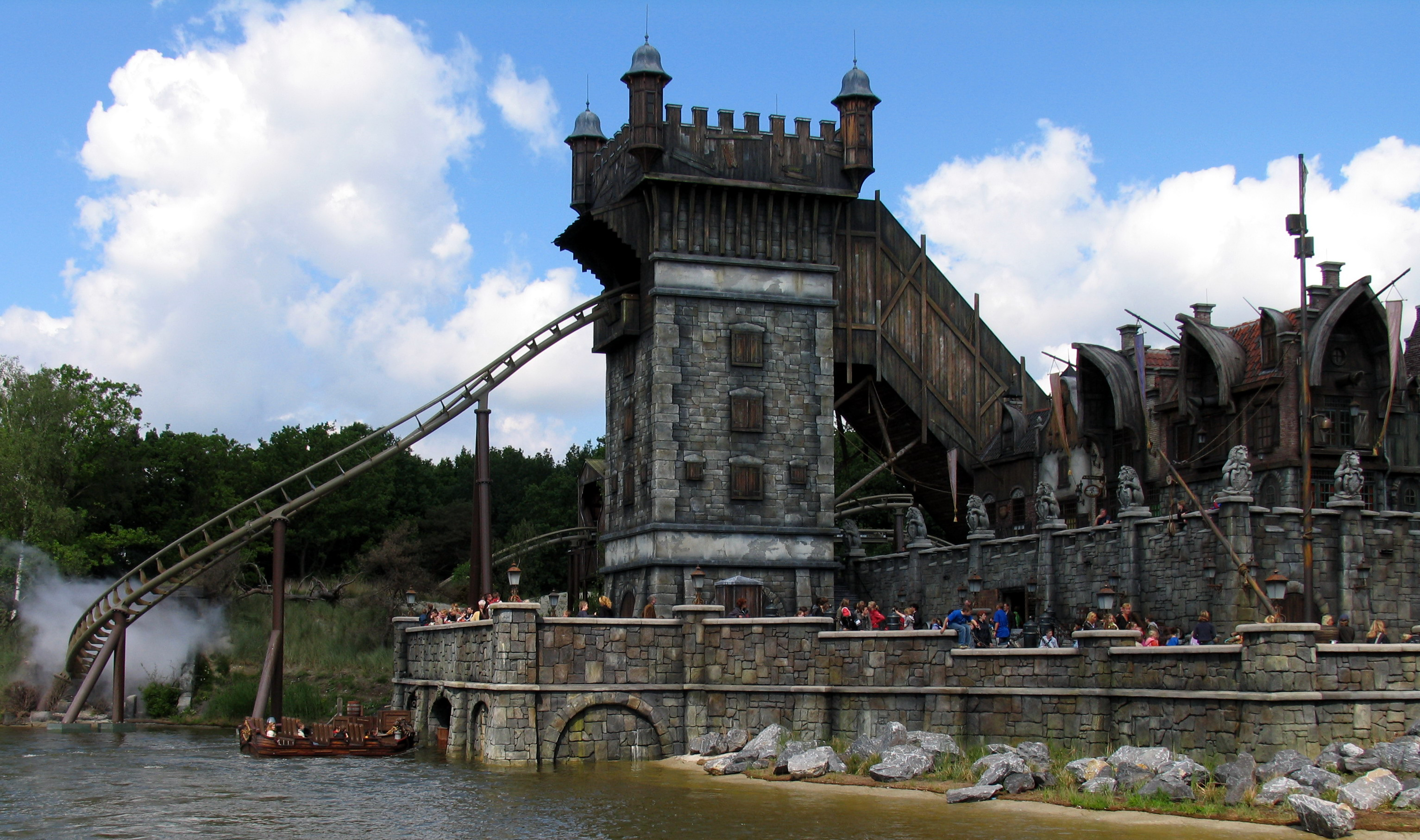
Летючий голландець (Vliegende hollander)
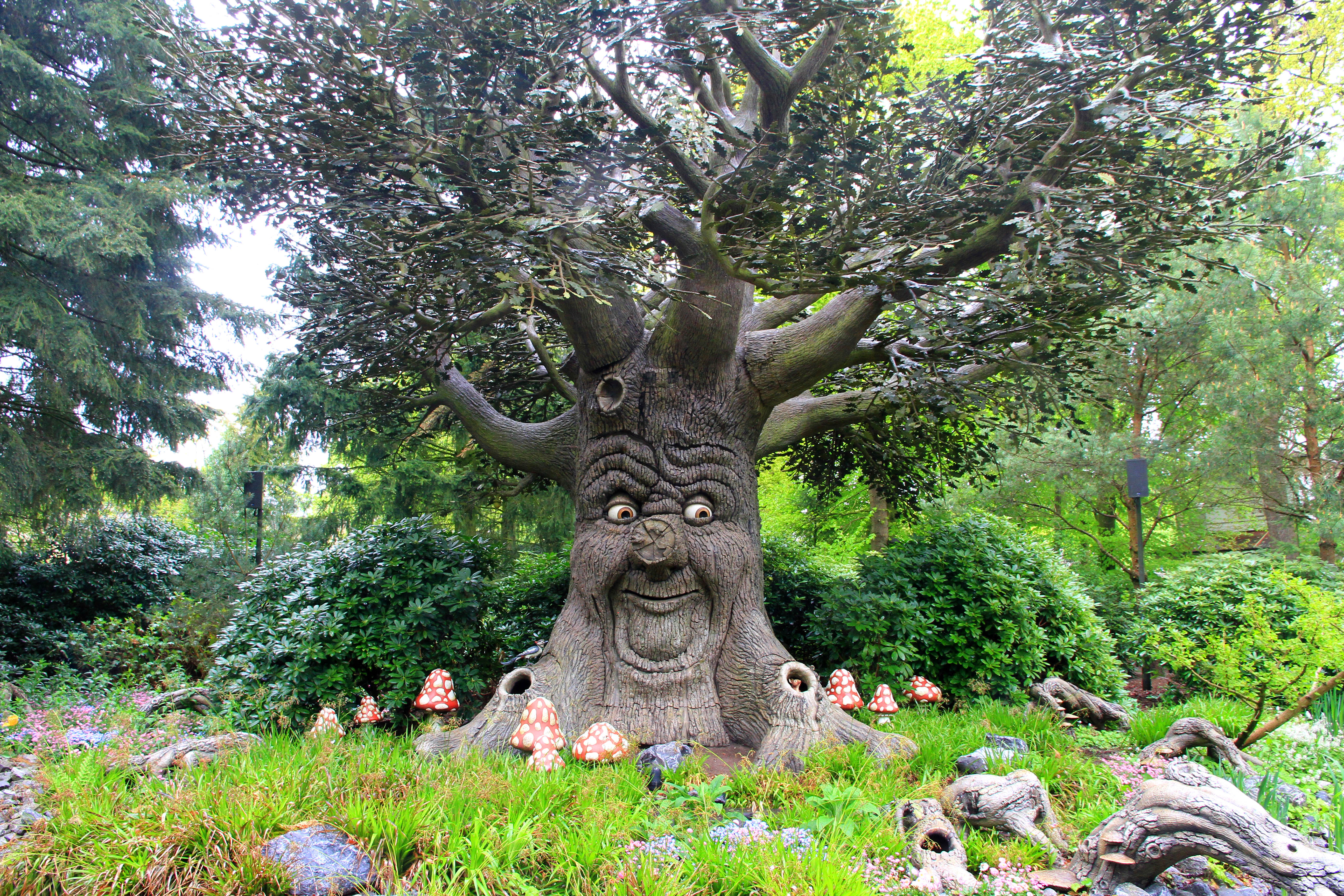
Дерево Казок у Казковому лісі. Балакуче дерево в Ефтелінгу
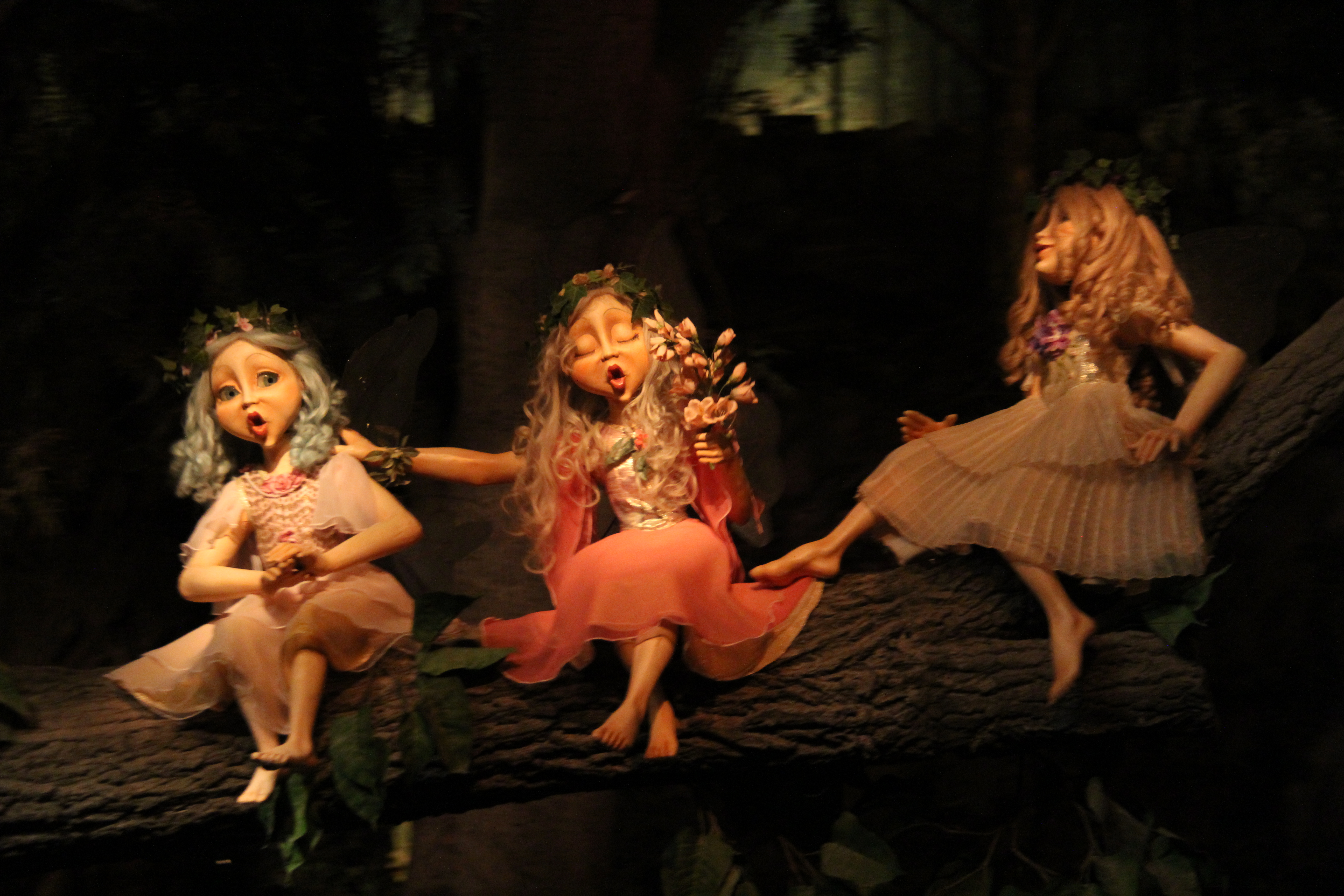
Політ мрії (Droomvlucht)
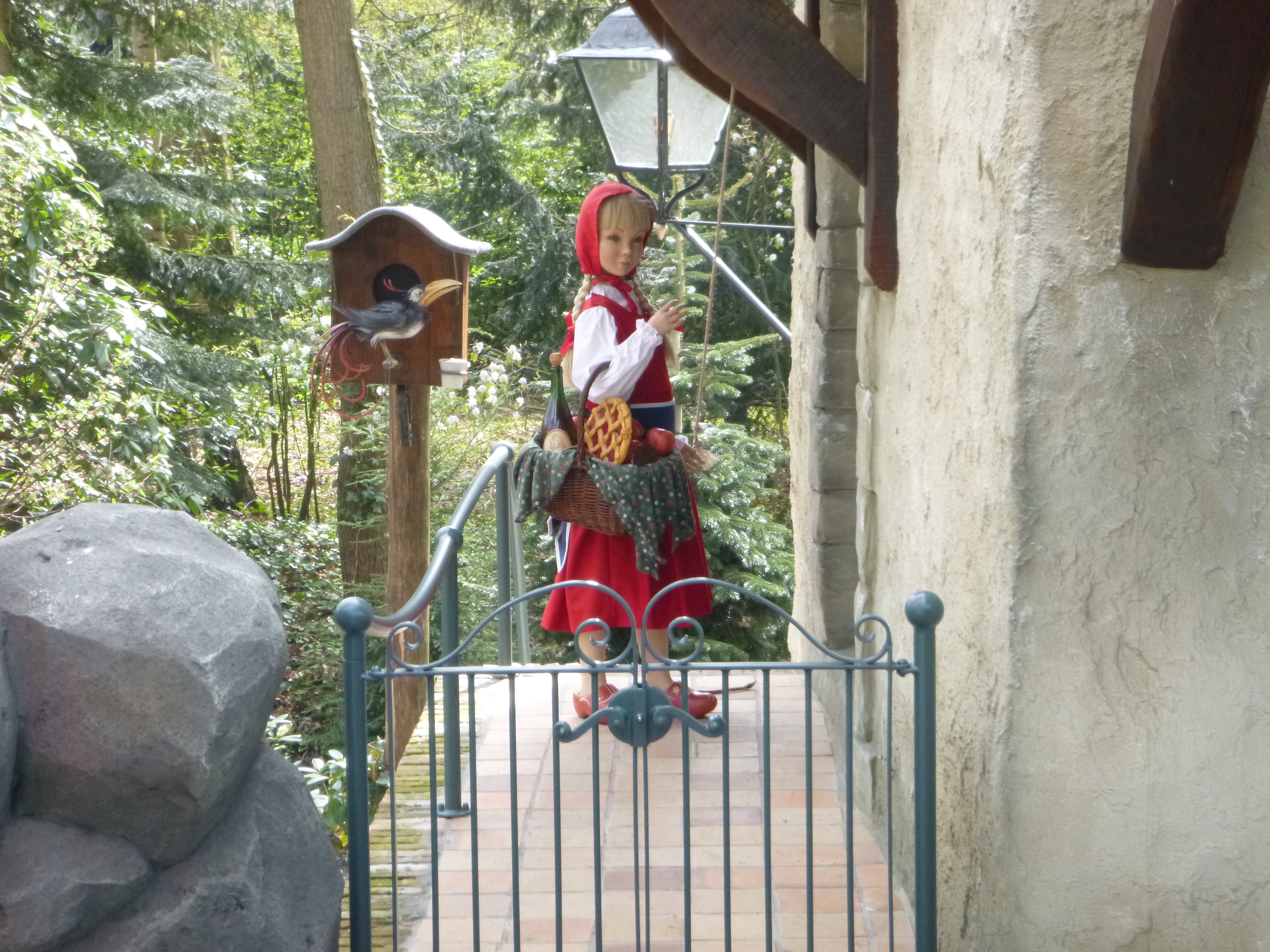
Червона Шапочка в Казковому лісі
Дівчинка з сірниками в Казковому лісіДівчинка з сірниками в Казковому лісі
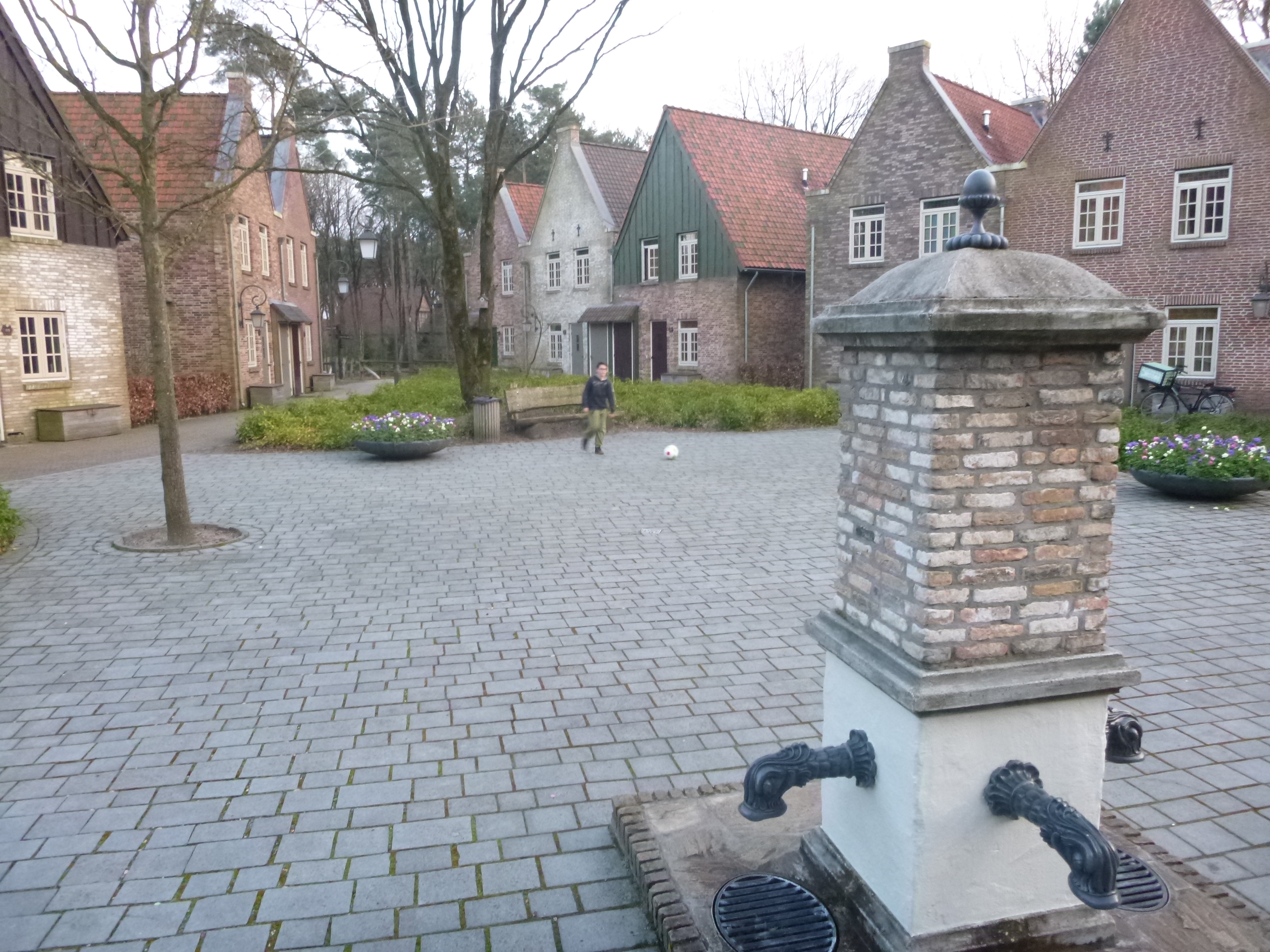
Курортне село Босрейк (Bosrijk)
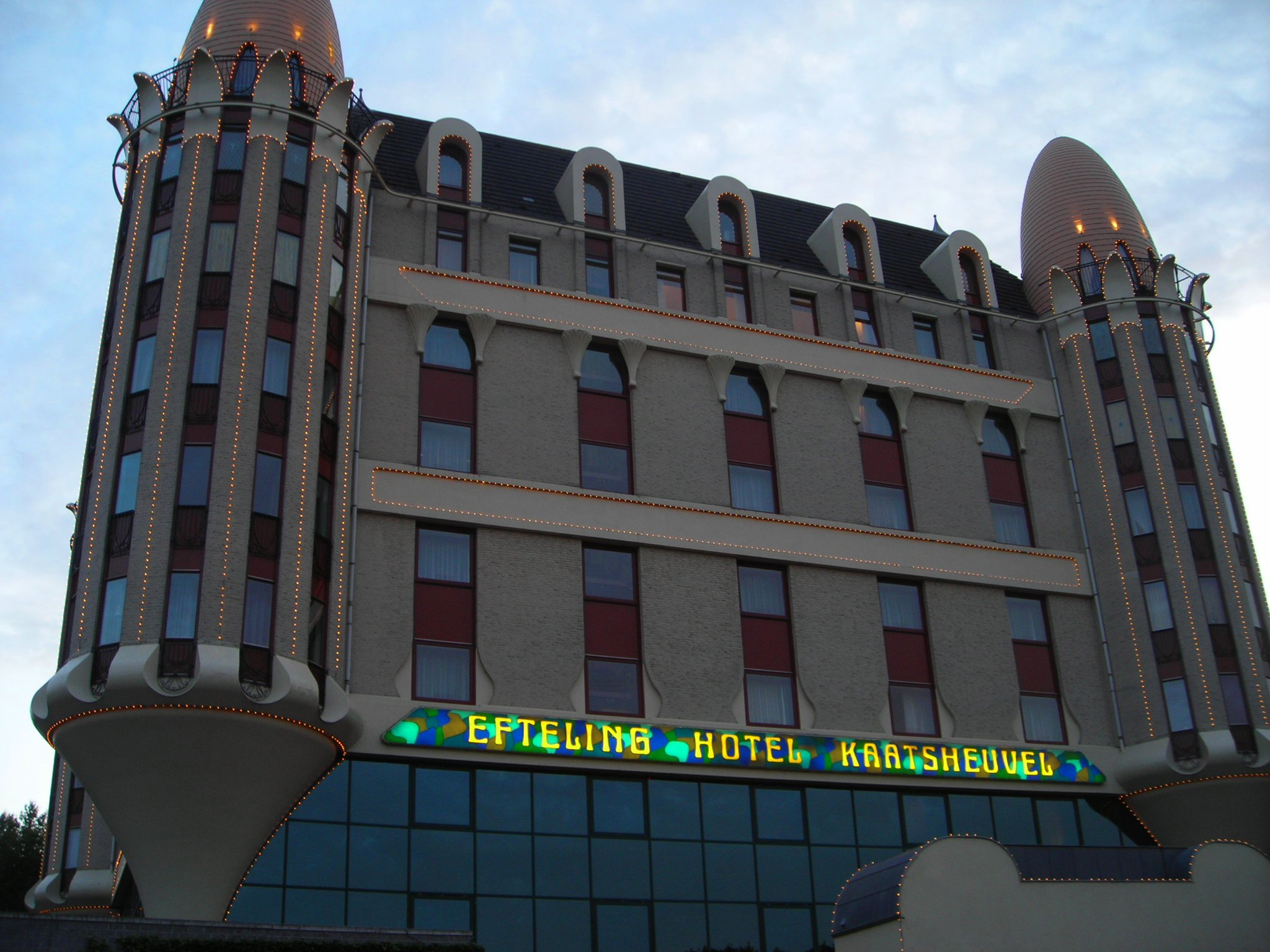
Готельний Ефтелінг
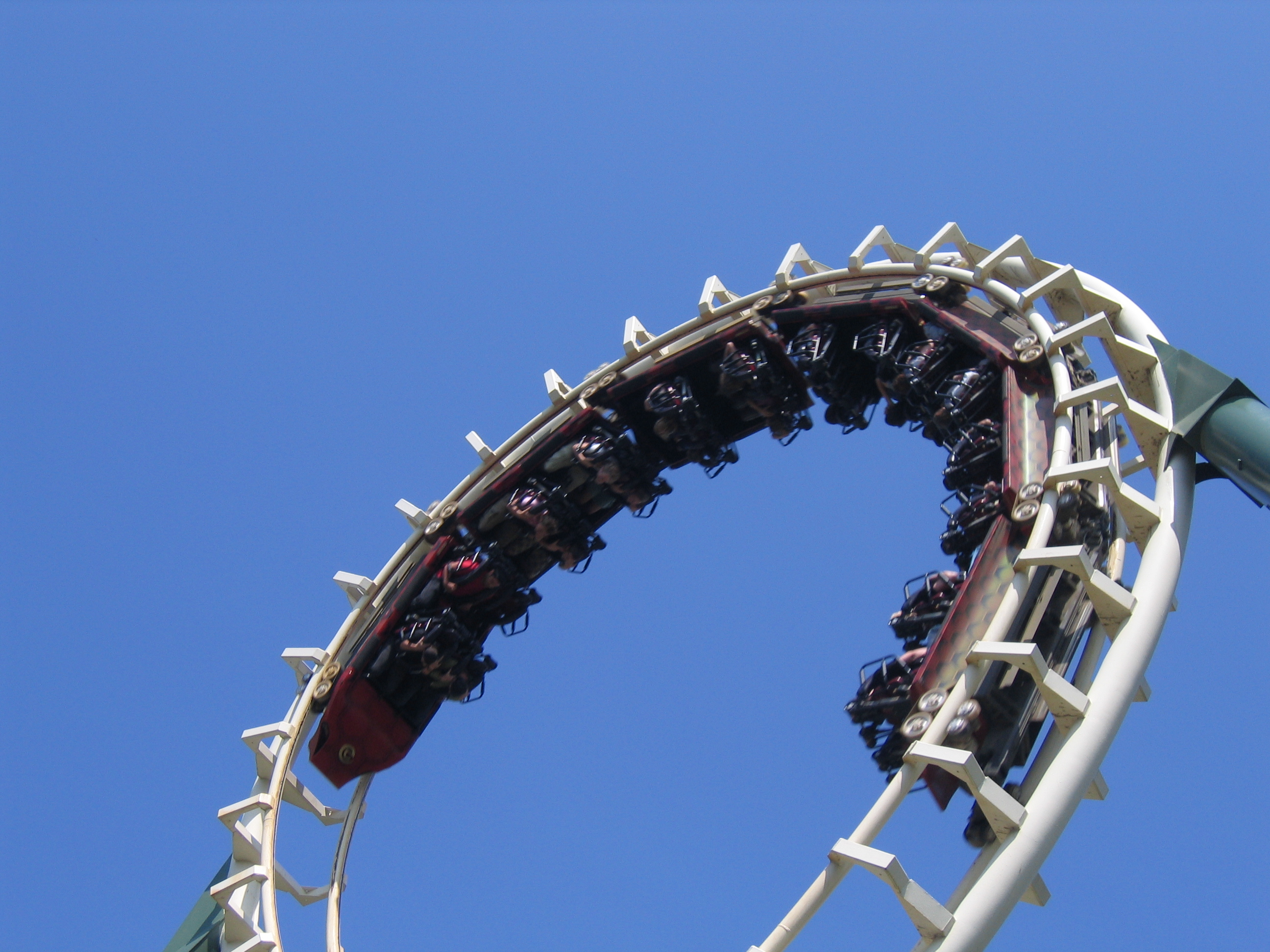
Пітон (Python)